# Ermächtigungsdelikt (Österreich)
Ein Ermächtigungsdelikt ist in Österreich eine strafbare Handlung, die die Staatsanwaltschaft nur verfolgt, wenn der Betroffene sie dazu ermächtigt. Das Gegenstück zum Ermächtigungsdelikt ist das Offizialdelikt, das durch die Staatsanwaltschaft von Amts wegen verfolgt wird.
Die Formalien zu dieser Ermächtigung sind in § 92 der Strafprozessordnung geregelt: Wenn das entsprechende Gesetz eine Ermächtigung zur Strafverfolgung voraussetzt, müssen Kriminalpolizei oder Staatsanwaltschaft unverzüglich bei der gesetzlich berechtigten Person anfragen, ob sie die Ermächtigung erteilt. Wird diese verweigert, so ist das Verfahren einzustellen. Dabei gilt die Ermächtigung als verweigert, wenn sie nicht innerhalb von vierzehn Tagen nach Anfrage erteilt wird. Im Sonderfall der öffentlichen Beleidigung eines verfassungsmäßigen Vertretungskörpers beträgt die Frist sechs Wochen.
Beispiele für Ermächtigungsdelikte sind Täuschung (§ 108 StGB), Hausfriedensbruch (§ 109 StGB), Kindesentziehung (§ 195 StGB) und verschiedene Formen der Beleidigung: Richtet sich eine öffentliche Beleidigung gegen den Bundespräsidenten, Nationalrat, Bundesrat, einen Landtag, das Bundesheer oder eine Behörde (§ 116 StGB), so muss die Staatsanwaltschaft die Ermächtigung der beleidigten Person beziehungsweise Behörde einholen. Im Falle der öffentlichen Beleidigung eines Beamten oder Seelsorgers einer anerkannten Religionsgemeinschaft muss zusätzlich die Ermächtigung der diesem vorgesetzten Stelle eingeholt werden (§ 117 StGB). Auch die rassistische Beleidigung einer Person ist ein Ermächtigungsdelikt, während es sich bei einer „einfachen“ Beleidigung um ein Privatanklagedelikt handelt.